# Chabrov
Chabrov je malá osada, součást obce Mileč v okrese Plzeň-jih. Nachází se na jihovýchod od Mileče, asi 4 km jihovýchodně od Nepomuku a asi 39 km jihovýchodně od Plzně.
Osada leží u Maňovského rybníka, prochází jí silnice III/18614, která se zde kříží se silnicí III/18616. Jsou zde registrována čtyři čísla popisná: 20, 22, 44 a 50. Nedaleko Chabrova prochází železniční trať a v místě křížení se silnicí III/18614, kterou trať překonává mostem, se nachází železniční stanice Mileč.
Blízko Chabrova je několik dalších malých osad, jako jsou Maňovská nebo Voděra.